# Port Safaga
Port Safaga sau Safaga (araba egipteană: سفاجا‎‎ Safāga) este un oraș din Guvernoratul Al Bahr al Ahmar, Egipt, aflat pe țărmul de vest ale Mării Roșii. Orașul este cunoscut pentru exporturile de fosfați din minele locale.
Locul este cunoscut pentru atmosfera sa nepoluată, dunele de nisip negru și izvoarele minerale care au caracteristici deosebite pentru remedierea artritei reumatoide și a psoriazisului.

## Galerie

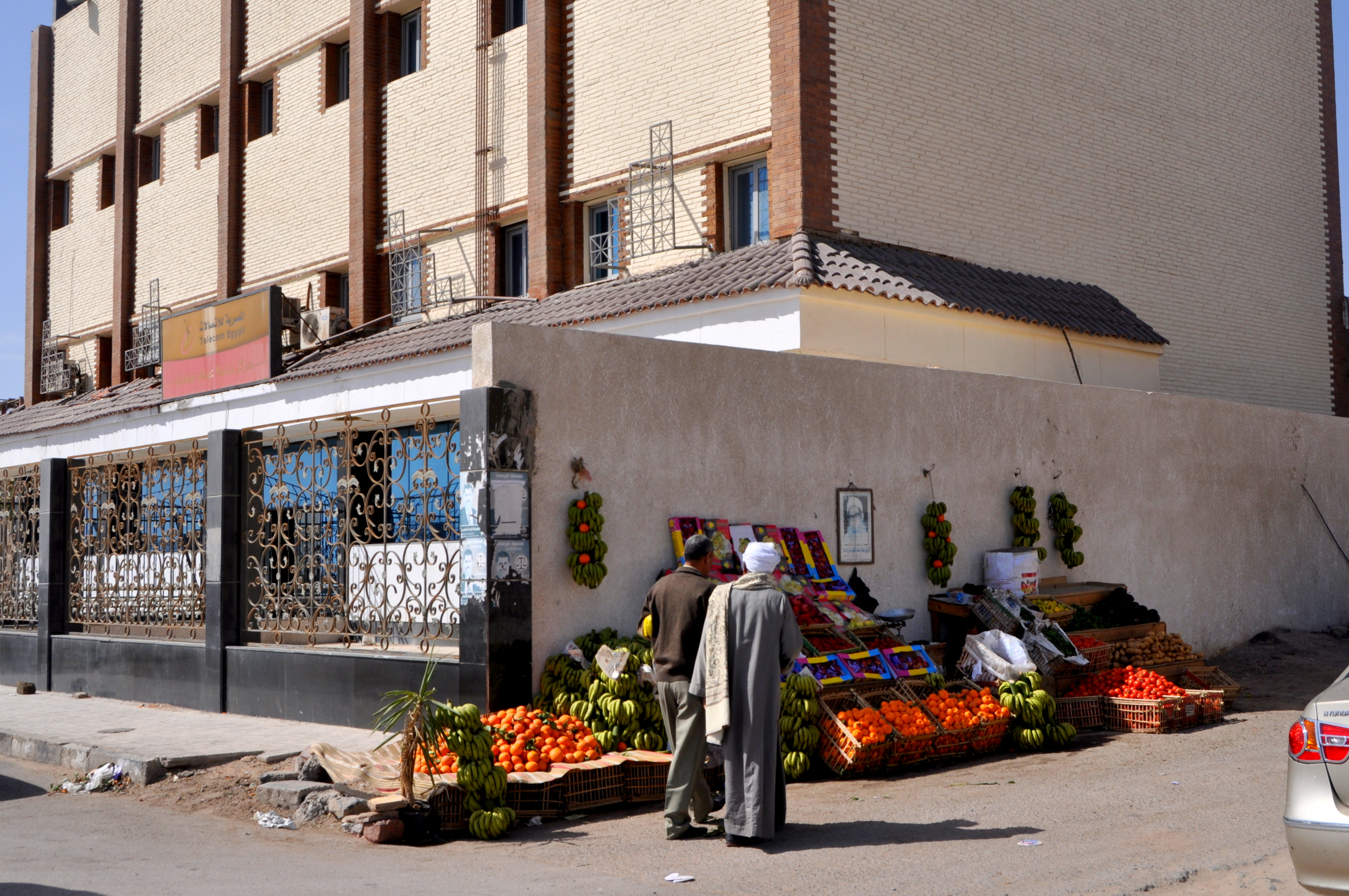
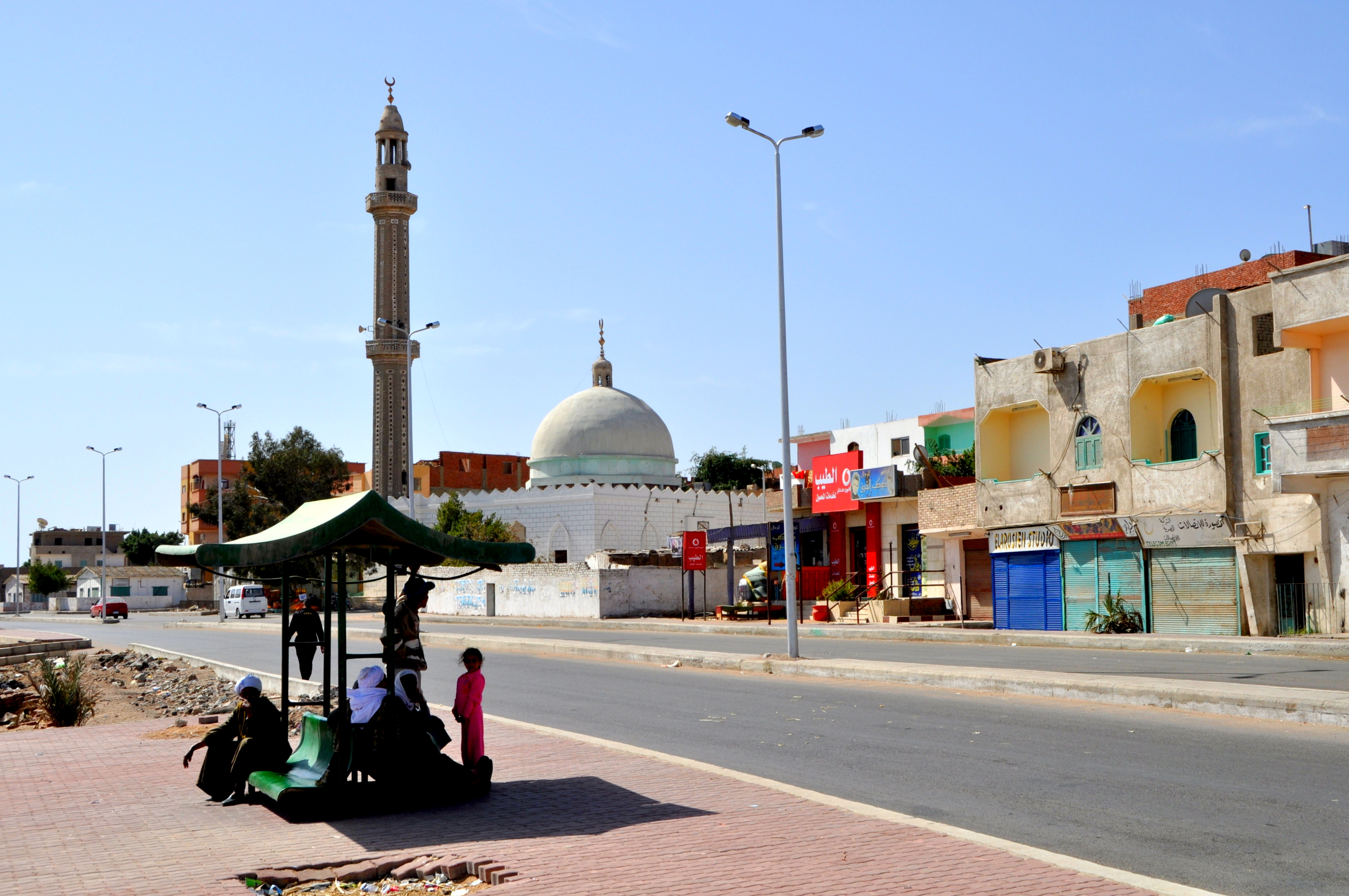
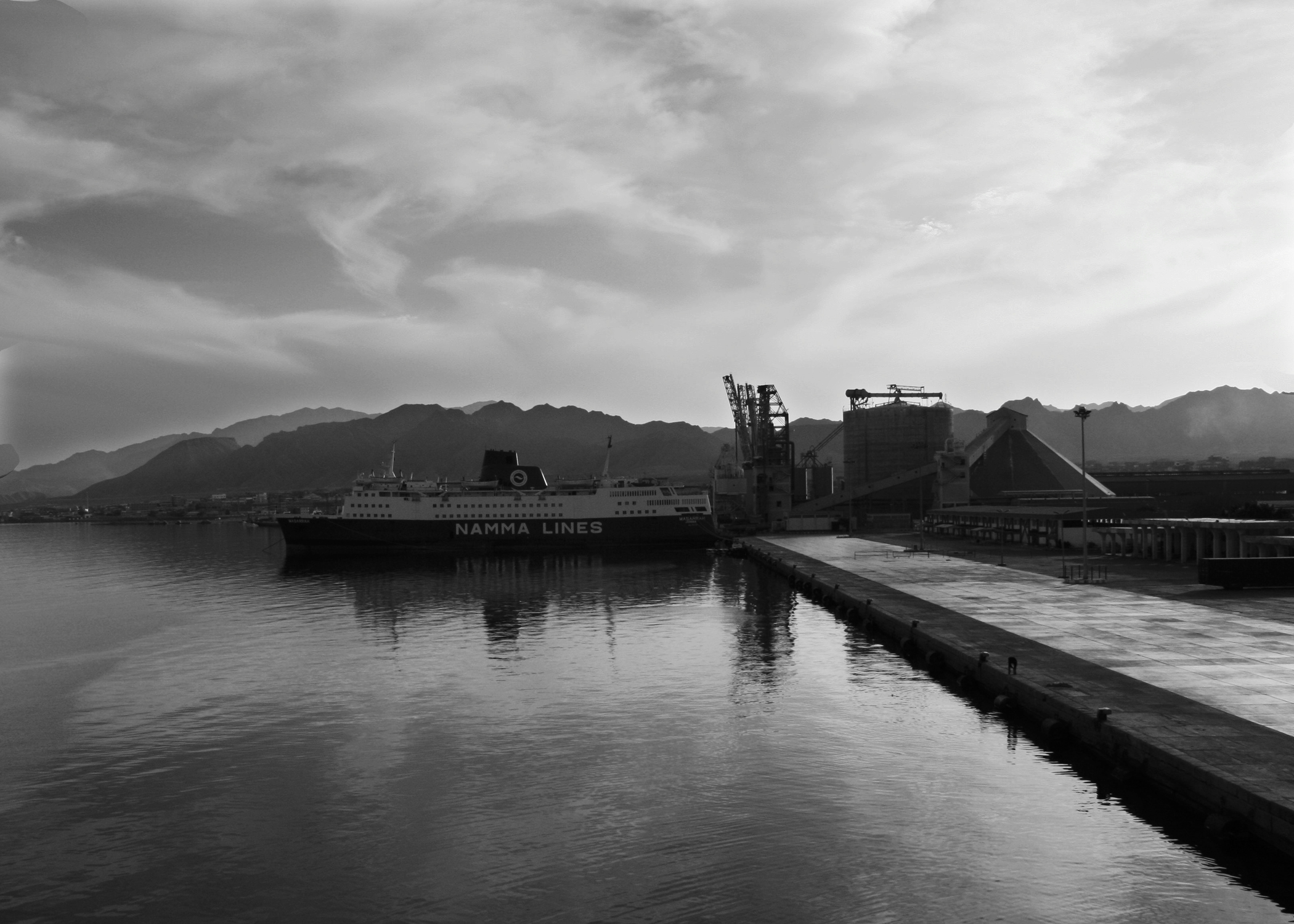
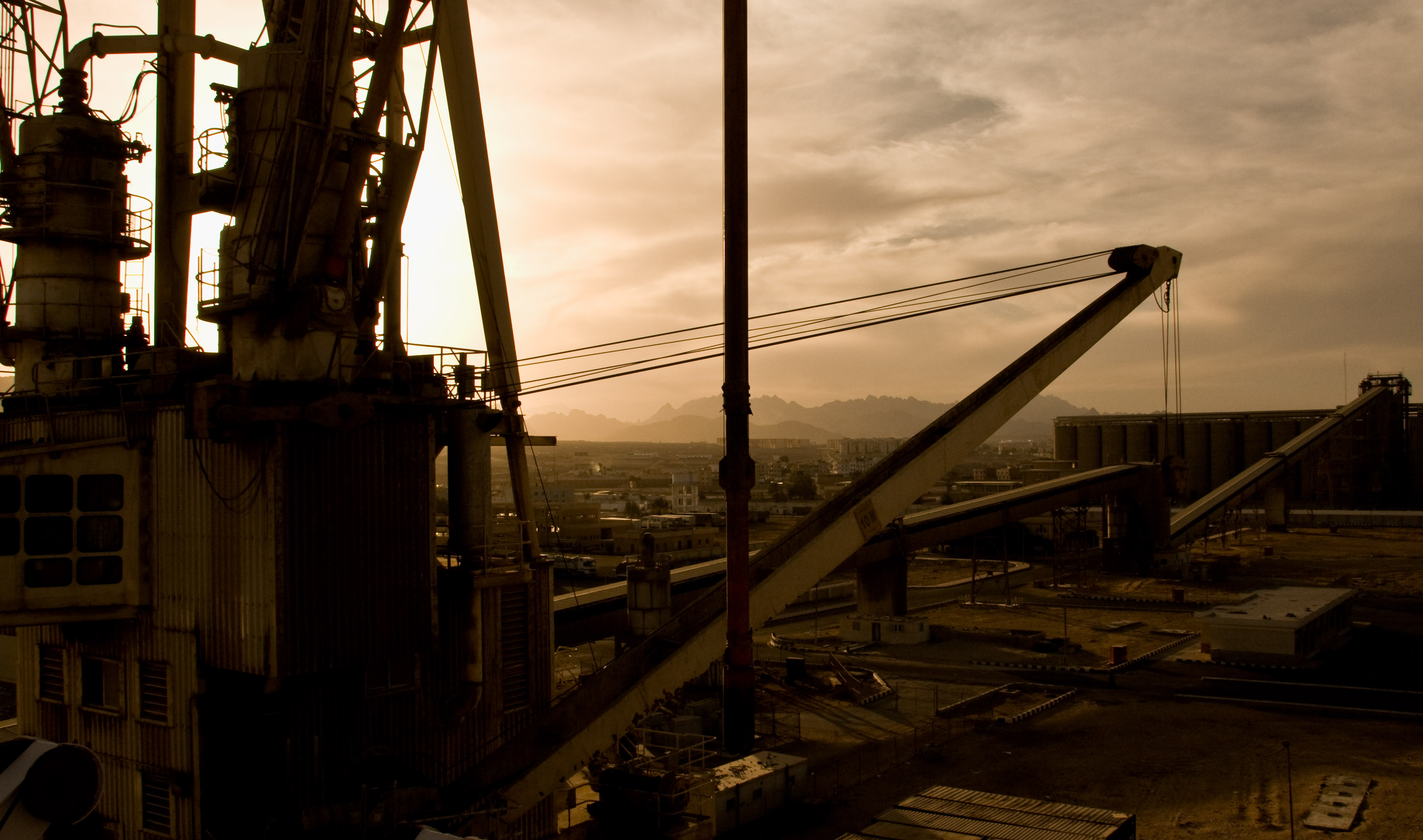